# Heinrich III. (Abt von St. Blasien)
Heinrich III. (* in Wittnau; † 1. April 1314 in St. Blasien) war von 1308 bis 1314 Abt im Kloster St. Blasien im Südschwarzwald.